# Derwent Reservoir (Nordost-England)
Das Derwent Reservoir ist ein Stausee westlich von Consett an der Grenze von Northumberland und County Durham in North East England, durch den der Derwent fließt. Der Stausee liegt in der North Pennines Area of Outstanding Natural Beauty.
Der Bau des Stausees wurde 1960 begonnen und wurde im September 1966 beendet. Das Derwent Reservoir wurde am 18. Juli 1967 von HRH Princess Alexandra offiziell eröffnet.
Der Stausee wird von Northumbrian Water betrieben und dient der Trinkwasserversorgung der Region Tyne and Wear.
Der Stausee wird vom Derwent Water Sailing Club für den Segelsport genutzt. Forellen werden regelmäßig im Stausee, der ein sehr beliebtes Angelrevier ist, ausgesetzt.